# 4886 Кодзіма
4886 Кодзіма (4886 Kojima) — астероїд головного поясу, відкритий 1 березня 1981 року.
Тіссеранів параметр щодо Юпітера — 3,242.
Названо на честь астролітографа Кодзіми (яп. こじま(小島) кодзіма)